# 沼津工業高等専門学校
沼津工業高等専門学校（ぬまづこうぎょうこうとうせんもんがっこう、英称： National Institute of Technology, Numazu College）は、静岡県沼津市にある日本の高等専門学校である。略称は沼津高専。

## 概要
沼津工業高等専門学校は、日本で最初の国立高専12校のひとつとして、1962年に設置された。修業年限5年の本科及び修業年限2年の専攻科で構成されており、全校で1,000名以上の学生が在学している。
本科卒業生は準学士、専攻科卒業生は学士を称することが認められる。

### 入学方法
1. 中学3年次に、毎年1月下旬に実施される推薦入試に合格する
2. 中学3年次に、毎年2月中旬に実施される学力入試に合格する
3. 高校3年生または高校卒業生または学校教育法施行規則第150条に該当する者が、毎年8月中旬に実施される4学年次編入選抜検査に合格する

### 教育理念
初代校長井形厚臣の遺訓が採用されている。
人がらのよい　優秀な技術者となつて　世の期待にこたえよ

### 教育目的
豊かな人間性を備え、社会の要請に応じて工学技術の専門性を創造的に活用できる技術者の育成を行い、もって地域の文化と産業の進展に寄与すること。

## 沿革

### 年表
- 1962年3月29日 - 開校。機械工学科、電気工学科設置
- 1966年4月5日 - 工業化学科を設置
- 1970年4月1日 - 男子低学年（1、2年）全寮制開始
- 1976年5月8日 - 情報処理教育センター設置
- 1985年4月1日 - 女子低学年（1、2年）全寮制開始
- 1986年4月1日 - 電子制御工学科設置
- 1989年4月1日 - 工業化学科を物質工学科に改組
- 1992年4月1日 - 機械工学科を機械工学科と制御情報工学科に改組
- 1996年4月1日 - 専攻科(3専攻)を設置
- 1999年4月1日 - 電気工学科を電気電子工学科に改組
- 1999年12月1日 - 新講義棟落成
- 2004年3月3日 - 地域共同テクノセンター設置
- 2004年4月1日 - 独立行政法人へ移行
- 2004年5月12日 - 日本技術者教育認定機構（JABEE）に認定
- 2014年4月1日 - 専攻科を3専攻から1専攻（3コース）へ改編
- 2015年11月25日 - 学習サポートセンター設置
- 2018年12月1日 - 未来創造ラボラトリー設置
- 2021年11月2日 - 秀峰寮落成

## 設置学科

### 本科（準学士課程）
本科として5つの学科が設置されている。括弧内は略称。
- 機械工学科 (M)
- 電気電子工学科 (E)
- 電子制御工学科 (D)
- 制御情報工学科 (S)
- 物質工学科 (C)

各学科定員は40名で構成されており、修業年限は5年である。各学科で学ぶ専門科目とは他に教養科があり、基礎的な数学や英語等を一般科目を学ぶ。本科卒業生は、準学士と称すことができる。

### 専攻科（学士課程）
専攻科として1つの専攻（3コース）が設置されている。
総合システム工学専攻
- 環境エネルギー工学コース
- 新機能材料工学コース
- 医療福祉機器開発工学コース

専攻科全体で定員は48名（令和5年度募集人員は24名）で、各コースに定員は設定されていない。修業年限は2年である。

## 基礎データ
データは全て2022年4月1日時点のもの。

### 面積
敷地面積89, 599平方メートル、建物面積35,538平方メートル。校内施設の詳細は施設の項目を参照。

### 学生数
学校全体の学生定員は1048名、現員数は1075名。（うち、留学生7名、女子197名）

#### 本科
| 学科名         | 定員 | 現員  | 現員  | 現員  | 現員  | 現員  | 現員 |
| 学科名         | 定員 | 1年生 | 2年生 | 3年生 | 4年生 | 5年生 | 合計 |
| -------------- | ---- | ----- | ----- | ----- | ----- | ----- | ---- |
| 機械工学科     | 40   | 40    | 43    | 44    | 35    | 37    | 199  |
| 電気電子工学科 | 40   | 42    | 43    | 39    | 45    | 32    | 201  |
| 電子制御工学科 | 40   | 40    | 45    | 39    | 43    | 37    | 204  |
| 制御情報工学科 | 40   | 40    | 42    | 39    | 48    | 34    | 203  |
| 物質工学科     | 40   | 41    | 45    | 39    | 45    | 36    | 206  |
| 合計           | 200  | 203   | 218   | 200   | 216   | 176   | 1013 |

#### 専攻科
| 専攻科               | 専攻科                     | 定員 | 現員  | 現員  | 現員 |
| 専攻科               | 専攻科                     | 定員 | 1年生 | 2年生 | 合計 |
| -------------------- | -------------------------- | ---- | ----- | ----- | ---- |
| 総合システム工学専攻 | 環境エネルギー工学コース   | 48   | 10    | 10    | 20   |
| 総合システム工学専攻 | 新機能材料工学コース       | 48   | 11    | 10    | 21   |
| 総合システム工学専攻 | 医療福祉機器開発工学コース | 48   | 10    | 11    | 21   |
| 合計                 | 合計                       | 48   | 31    | 31    | 62   |

#### 外国人留学生
モンゴル、マレーシア及びインドネシアから合計7名が留学生として本科に在籍している。

### 教職員数
校長、教授等教育職員の他、専門科目における実習サポートとしての技術系職員、各センター勤務職員、及び事務職員が在籍している。
| 区分       | 区分       | 現員 | 現員 |
| ---------- | ---------- | ---- | ---- |
| 教育職員   | 校長       | 1    | 76   |
| 教育職員   | 教授       | 34   | 76   |
| 教育職員   | 准教授     | 32   | 76   |
| 教育職員   | 講師       | 1    | 76   |
| 教育職員   | 助教       | 8    | 76   |
| 技術系職員 | 技術系職員 | 13   | 13   |
| 事務系職員 | 事務系職員 | 34   | 34   |
| 合計       | 合計       | 123  | 123  |

## 象徴
校章、校歌、第二校歌は沼津高専ホームページで閲覧、視聴が可能となっている。その他楽曲については、現在では歌われていない。楽譜、歌詞は沼津高専同窓会ホームページに掲載されている。

### 校章
学校の所在地である沼津市市章を加工し、高専の文字を上に載せたもの。

### 校歌
作詞：市川良輔、作曲：渡辺浦人

### 第二校歌「夢の彼方で」
作詞・作曲：鈴木康博
沼津高専同窓会50周年記念事業として2017年に寄贈された。

### 沼高専音頭
作詞：市川良輔、作曲：高橋清

### 沼津工業高等専門学校寮歌
作詞：五十嵐勉、作曲：後藤政志

### 沼津工業高等専門学校寮生逍遥歌
作詞：市川良輔、作曲：高橋清

### 寮生小唄
編詩：松本裕、鈴木信明、松井清秀

## 行事
| - 4月 - 入学式 - 1年生合宿研修 - 5月 - スポーツ大会 - 学生総会 - 10月 - 体育祭 - 高専祭 - 12月 - 4年生キャリア研修 - 3月 - 就職祭 - 卒業式 | - 4月 - 入寮式 - 5月 - 寮祭 - 12月 - クリスマスイベント - 2月 - 閉寮式 |

## クラブ活動
運動部20クラブ、文化部4クラブ、同好会9クラブ、特別同好会がある。

### クラブ
| 運動部 - 陸上競技部 - 合気道部 - 空手道部 - 野球部 - 柔道部 - 体操部 - 弓道部 - 卓球部 - 剣道部 - 水泳部 | - バスケットボール部 - トライアスロン部 - バドミントン部 - バレーボール部 - ハンドボール部 - ソフトテニス部 - サッカー部 - ラグビー部 - スキー部 - テニス部 | 文化部 - ロボコン部 - 囲碁将棋部 - 吹奏楽部 - 天文部 |

### 同好会
| 理工部 - 機械工学同好会 - プロコン同好会 - 数理同好会 - コンテスト同好会 | 芸術系 - アカペラ同好会 - 大道芸同好会 - 軽音楽同好会 - 合唱同好会 - 茶道同好会 - ESS同好会 | 特別同好会 - 知財のTKY |

## 施設

### 図書館・総合情報センター

#### 図書館
蔵書数82,572冊（洋書18,140冊）。また548種類の雑誌がある。蔵書のうち大半を専門書籍を占めている。2022年から建替え工事が実施されており、2023年度新館完成予定。工事期間中は機能の一部を別施設に移行。閲覧定員56席。学生、教員の他一般人も利用可能（ただし、現在は新型コロナウイルス感染症対策のため、一般人の利用は停止中）。

#### 総合情報センター
合計75台のPCが配置された2つの情報処理演習室と印刷室、サーバー室等から構成されており、専門科目の授業等に利用されている。図書館、電子制御工学科棟、制御情報工学科実験棟の情報処理演習室にもそれぞれ50台前後の、同一のPCが配置されている。また、学生は授業のない時間帯はいつでも利用でき、資料の作成や印刷などが行える。

#### 視聴覚教室
定員約200人。グランドピアノとプロジェクターが設置されており、学年全体での講習会、推薦入試での待機室、音楽の授業等幅広く活用されている。

#### 談話コーナー（Fuji Café）
学習サポートセンターが設置されており、放課後学生が自習をしたり教員に質問することができる。寮生ではない学生が昼食を採るときにも利用される。

### 尚友会館
学生および教職員のための福利厚生施設。1階には日本ゼネラルフードが提供する学食と、売店がある。2階には学生共用室が2部屋と学生会室がある。

### 体育関連施設

#### 体育館
第1体育館および第2体育館の2棟がある。入学式や卒業式、高専祭などは主に第2体育館が使用される。

#### グラウンド
1周300mのトラックと野球場が併設されたグラウンドがある。全国の国立高専の中で最も狭いグランドである。

#### テニスコート・ハンドボールコート
テニスコートは5面あり、体育や部活動で使用されるほか、寮生も自由に使用できる。ハンドボールコートは主にハンドボール部が使用する。

#### プール
25mプールが設置されている。沼津高専の体育のカリキュラムに水泳はないため、水泳部とトライアスロン部が主に使用する。

#### 武道館・合気道場・弓道場
剣道場、柔道場、合気道場、弓道場がある。剣道、柔道、合気道、弓道も体育のカリキュラムにないため、基本的に部活動でのみ使用される。

### 教育研究支援センター北棟・南棟
実際の企業・工場で使用される本格的な機械が多数設置されている。
| 精密測定実験室 - レーザーラマン分光装置 - 走査型電子顕微鏡 - 高精度CNC三次元測定器 - 万能投影機 - 工具顕微鏡 | 医用機器開発実験室Ⅰ - 携帯型超音波診断装置 - 人工心肺装置 - 筋電図 - 誘発電位検査装置 - 内視鏡機械 - ベッドサイドモニタ | 医用機器開発実験室Ⅱ - 自動解析心電計 - 介護ベッド - 車椅子各種 - 重心動揺計 - モーションキャプチャシステム - ナースコール装置 |

| ものづくり創造工房エリア - レーザー加工機 - 溶接設備 - 手仕上げ加工設備 - プレス加工機 - 鋳造設備 - 鍛造設備 | 工作機械室 - マシニングセンタ - CNC旋盤 - ワイヤ放電加工機 - 旋盤 - フライス盤 - 円筒研削盤 - 横中ぐり盤 - ボール盤 |

### 学科棟
- 機械工学科・制御情報工学科棟
- 電子制御工学科棟
- 電気電子工学科棟
- 物質工学科棟

### 実験棟
- 制御情報工学科実験棟
- 物質工学科生物工学実験棟

### 未来想像ラボラトリー
HP

地域創生テクノセンターの活動のために設置された施設。制御情報工学科実験棟と連結しており、学生、教員、地域企業が使用できる。地域企業の技術的困難に沼津高専教員が回答する技術相談などを有償にて行っている。

### その他

#### 講義棟・専攻科棟
低学年の学級HRおよび専攻科のHRと教養科で使用される一部の実験室などがある。

#### 共通棟・管理棟
教養科教員の教員室、学生課窓口、保健室、カウセリングルーム、校長室等がある。

## 学生寮
駿東郡長泉町に沼津高専学生寮が設置されている。これは沼津市と長泉町の市町境に跨って沼津高専が所在するためであり、敷地は隣接している。学生寮の定員は570名で、第1学年、第2学年は全寮制であり、第3学年以上は入寮は任意である。

### 学生寮の施設
学生寮は7棟あり、男子寮・女子寮で区別する場合と、北寮・南寮で区別する場合がある。秀峰寮は2021年に現在の宿舎へ建て替えられ、男子寮から国際寮として男女混合寮になった。秀峰寮には玄関が2つ設置されており、男女が棟内で異性の区分に侵入することは禁止されているが、棟内部ではラーニングスペースと呼ばれる大広間で相互に通行が可能である。

#### 北寮
- 翔峰寮（男子寮）
- 栄峰寮（男子寮）
- 光峰寮（男子寮）

#### 南寮
- 明峰寮（女子寮）
- 清峰寮（男子寮）
- 優峰寮（男子寮）
- 秀峰寮（混合寮）

#### 学生寮食堂・合宿施設
北寮の光峰寮に隣接して建てられている。食事は日本ゼネラルフードが提供している。

#### 学生寮管理棟
南寮の明峰寮の正面に建てられている。コピー機が設置されており、寮生は有料で使用することができる。

#### 浴室
北寮に北風呂、南寮に南風呂、西風呂がある。また、明峰寮と秀峰寮には棟内に浴室がある。

### 寮生会
自治寮として寮生の代表からなる寮生会が組織されており、教職員とともに寮内運営を行っている。

## アクセス

### 路線バス
JR沼津駅南口から富士急シティバス「がんセンター行」または「マーレ沼津工場前行」に乗車
「マーレ沼津工場前」で下車、徒歩10分。

### 電車
JR御殿場線「下土狩駅」で下車、徒歩20分

### 車
東名高速道路「沼津IC」より5分。
新東名高速道路「長泉沼津IC」より5分。
JR御殿場線「下土狩駅」より10分。
JR東海道線「三島駅」北口より10分。

## 主な進路
卒業生の5割が進学（4年生大学3年次編入）、残り5割が就職である。以下、沼津高専の進路の例を示す。

### 第3学年
- 高専第3学年の1月に普通高校生と同様に大学入学共通テストを受験し、一般大学に入学。

### 第5学年
- 就職活動を行い卒業後就職
- 主に5月頃から9月頃（学校により実施時期は大きく異なる）に実施される、一般大学3年次編入試験（東京大学などは2年次編入）を受験し、卒業後に編入進学
- 5月、6月に実施される専攻科推薦入試・学力入試を受験し、卒業後に専攻科進学

### 専攻科第2学年
- 就職活動を行い卒業後就職
- 一般大学院入試を受験し、卒業後に大学院進学

### 主な進学・就職先（本科）
| 進学先 - 東京大学工学部 - 大阪大学工学部 - 東京工業大学工学部 - 名古屋大学工学部 - 東北大学工学部 - 北海道大学工学部 - 九州大学工学部 - オレゴン州立大学 - 横浜国立大学理工学部 - 電気通信大学情報理工学域 - お茶の水女子大学理学部 - 奈良女子大学生活環境学部 - 豊橋技術科学大学工学部 - 沼津工業高等専門学校専攻科 | 就職先 - 三菱重工業 - キヤノン - 旭化成 - サントリーホールディングス - 味の素食品 - 東レ - 日立造船 - 東海旅客鉄道株式会社 - 東急電鉄 - 中外製薬工業 - ヤクルト本社 - セイコーエプソン - 本田技研工業 | - スズキ - サントリービール - 雪印メグミルク - 花王 - ソフトバンク - 森永乳業 - ニコン - リコー - 矢崎総業 - ローランド - 浜松ホトニクス - ファナック - 日本原子力研究開発機構 |

### 主な進学・就職先（専攻科）
| 進学先 - 東京大学大学院農学生命化学研究科 - 東京大学大学院情報理工学系研究科 - 東京大学大学院工学系研究科 - 東京工業大学物質理工学院大学院課程 - 慶應義塾大学大学院理工学研究科 - 北陸先端科学技術大学院大学先端科学技術研究科 - 奈良先端科学技術大学院大学先端科学技術研究科 - 名古屋大学大学院工学研究科 - 筑波大学大学院物理物質工学科学研究科 | 就職先 - 川崎重工業株式会社 - パナソニック株式会社 - キヤノン電子株式会社 - オリンパス株式会社 - 横浜ゴム株式会社 - セイコーエプソン株式会社 - 第一三共バイオテック株式会社 - 矢崎総業株式会社 - 富士フイルムメディカル株式会社 |

## 著名な出身者
- 柳下福蔵 - 静岡県立工科短期大学校 校長、元沼津工業高等専門学校 校長、同名誉教授(M01)
- 長谷川浩之 - 株式会社エッチ・ケー・エス(HKS) 創業者(M01)
- 野村正實 - (3年次修了とともに中途退学）元東北大学経済学部 教授
- 二橋岩雄 - トヨタ自動車九州株式会社代表取締役 会長、トヨタ自動車株式会社 技監、九州経済連合会 副会長、日本品質管理学会 会長(M04)
- 後藤政志 - 元東芝-原子炉格納容器設計者、元船舶・海洋構造物設計技師、工学博士(M04)
- 杉山政則 - 広島大学大学院医系科学研究科(薬)共同研究講座 教授(C01)
- 泉克幸 - 元国立環境研究所室長、東洋大学名誉教授(C02)
- 小宮山政晴 - 山梨大学、分子科学研究所、ペトロナス工科大学教授を歴任、山梨大学名誉教授(C02)
- 垣見祐二 - 元株式会社JERA代表取締役社長、中部電力専務執行役員(C03)
- 吾妻まり子 - 元株式会社リコー執行役員CSR環境推進本部長、リコージャパン常務執行役員(C03)
- 山本芳春 - 元本田技研工業株式会社取締役専務執行役員、元株式会社本田技術研究所代表取締役社長、自動車技術会フェロー(C03)
- 内田晴之 - (3年次終了) 彫刻家、元京都精華大学芸術学部 教授
- 幡野博之 - 元産業技術研究所研究室長、中央大学元教授(C04)
- 平尾一郎 - 理化学研究所チームリーダー、東京大学先端研教授、タグシクス・バイオ創業者・CEO、A*STAR(シンガポール)所長代理を歴任、Xenolis Pte. Ltd.(シンガポール)創業者・CSO (C06)
- 鈴木孝弘 - 東洋大学名誉教授(C07)
- 藤間信久 - 静岡大学学術院工学領域電子物質科学系列 教授(E16)
- 桂進司 - 群馬大学環境創生部門環境エネルギーコース 教授(E16)
- 金澤昭彦 - 東京都市大学大学院総合理工学研究科電気・化学専攻応用化学領域 教授(C13)
- 松本佳宣 - 慶応義塾大学理工学部物理情報工学科 教授(E19)
- 井上真一 - 元株式会社牧野フライス製作所代表取締役社長、現MAKINO Europe GmbH　CTO(M21)
- 内山直樹 - 豊橋技術科学大学機械工学系 教授(M22)
- 石田ショーキチ - ミュージシャン・音楽プロデューサー(E23)
- 坂本哲夫 - 工学院大学先進工学部応用物理学科 教授(C19)
- 渡邉志 - 日本大学生物資源科学部国際共生学科 教授(C21)
- 牛田俊 - 大阪工業大学工学部機械工学科 教授(D03)
- DJ UTO（加藤和宏）- クエイク株式会社　代表取締役　社長。DJ、音楽プロデューサー(E32)
- 瀧健太郎 - 金沢大学理工研究域フロンティア工学系 教授(C28)
- 藤門千明 - LINEヤフー株式会社 上級執行役員 検索カンパニーCEO (S05)
- EHAMIC - 図書館司書、シンガーソングライター(S07)
- 中川玲 - 声優
- 阿部敏郎 - (中退)シンガーソングライター